# راتينجية ذيل الببر
راتينجية ذيل الببر نوع شجري يتبع جنس الراتينجية من الفصيلة الصنوبرية.